# Jules-Cyrille Cavé

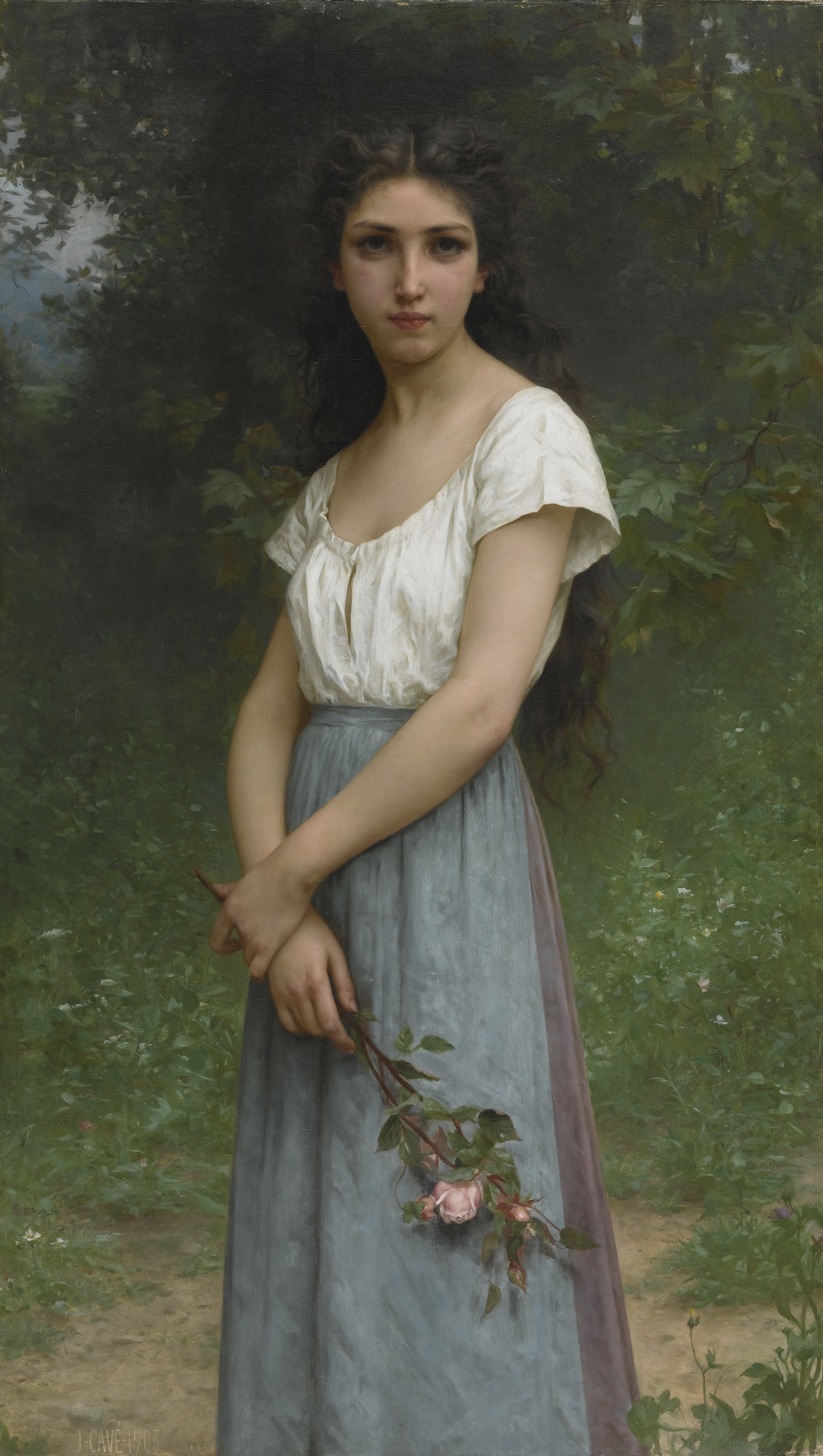
Mädchen mit Rosen

Jules-Cyrille Cavé (* 4. Januar 1859 in Paris; † 12. Mai 1949) war ein französischer Maler.

## Leben
Jules-Cyrille Cavé studierte bei Tony Robert-Fleury, einem Maler des historischen Genre  und Professor der Académie Julian, und bei William Adolphe Bouguereau, einer der größten Salonmaler des 19. Jahrhunderts. Bouguereau sollte während Cavés gesamten Karriere sowohl stilistisch als auch hinsichtlich des Themas und der Behandlung einen bedeutenden Einfluss ausüben.
Seit 1885 nahm Cavé alljährlich am Salon des Artistes Français teil. Er stellte vor allem Blumen- und Porträtstücke sowie historischen Kompositionen aus, von denen Martyre aux catacombes (1886), Première gelée (1891), Moisson de fleurs (1899), Fleurs des Champs (1905) und zwei Damenporträts (1909) nachweisbar sind. Frühen Erfolg hatte Cave 1886, als er mit einer Medaille der 3. Klasse für Martyre aux catacombes ausgezeichnet wurde. Ab 1887 war er Mitglied der Société des Artistes Français und des Comité de l’Association Taylor. Weitere Auszeichnungen und Bronzemedaillen erhielt er 1889 und 1900. Er malte Porträts, religiöse und allegorische Motive im Stil der Salons, junge Mädchen, Genres und Stillleben. Caves Porträts von jungen Mädchen und allegorischen Motiven waren in Bouguereaus Manier sehr gut gemalt und fanden Erfolg in Frankreich und den Vereinigten Staaten.

## Werke

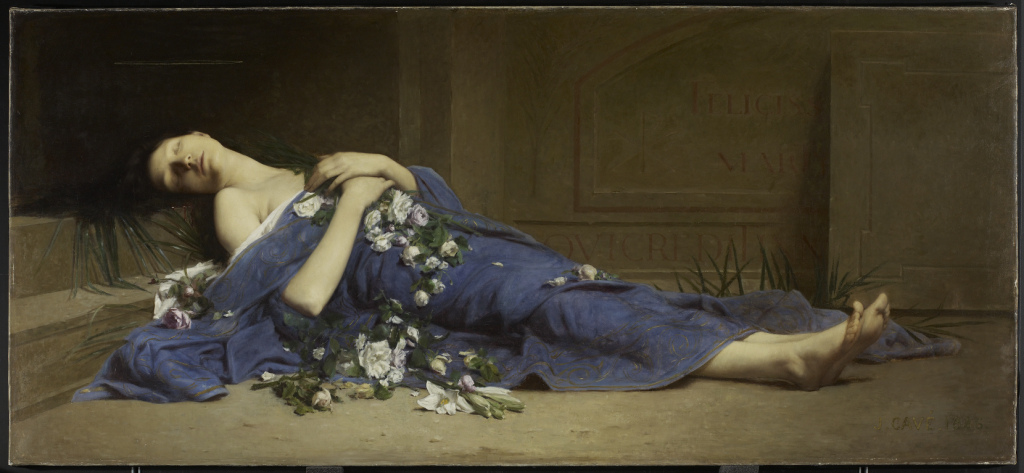
Martyre aux catacombes/Martyrium in den Katakomben, 1886
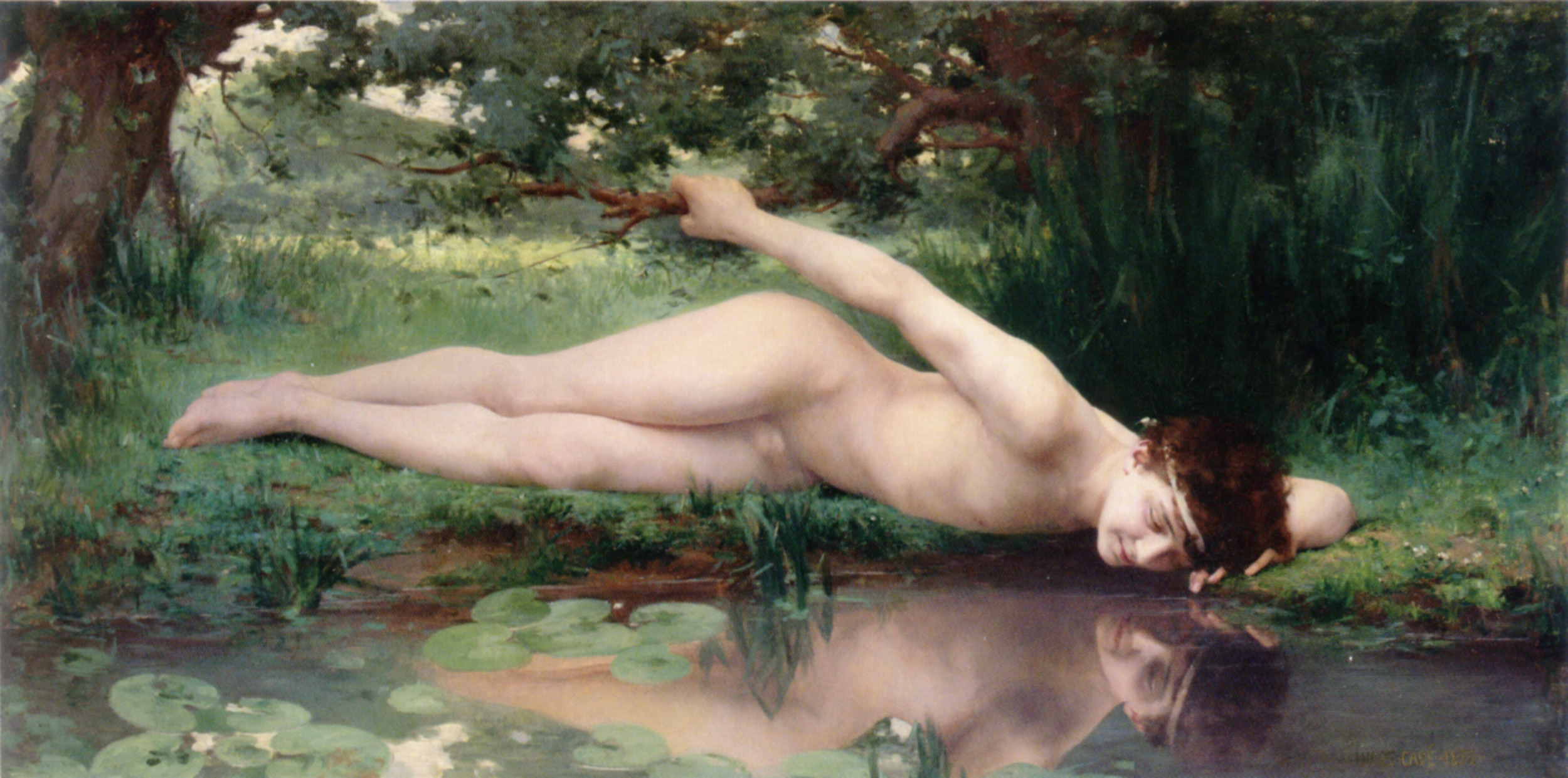
Narziss, 1890
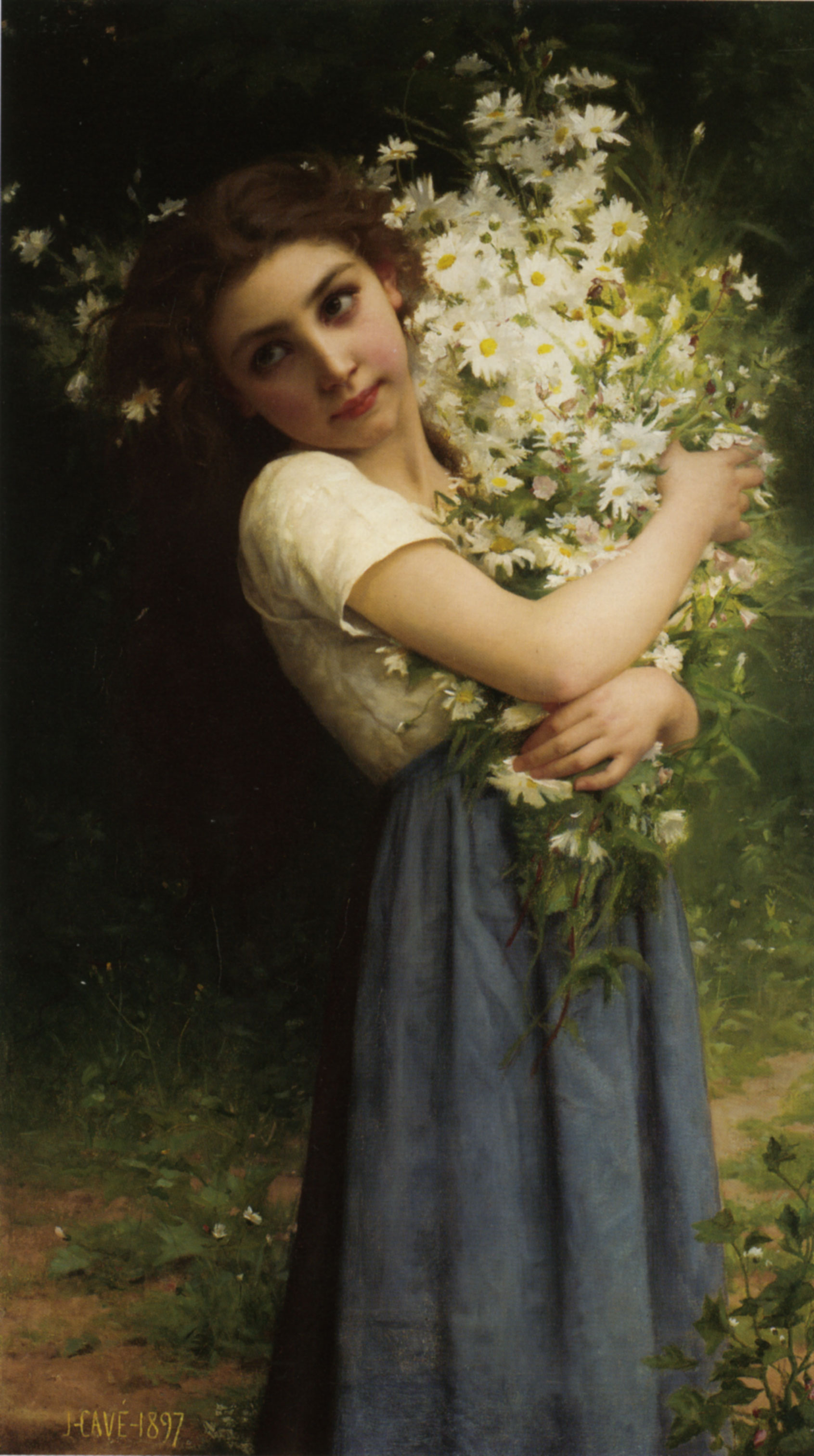
Mädchen mit Blumenstrauß, 1897
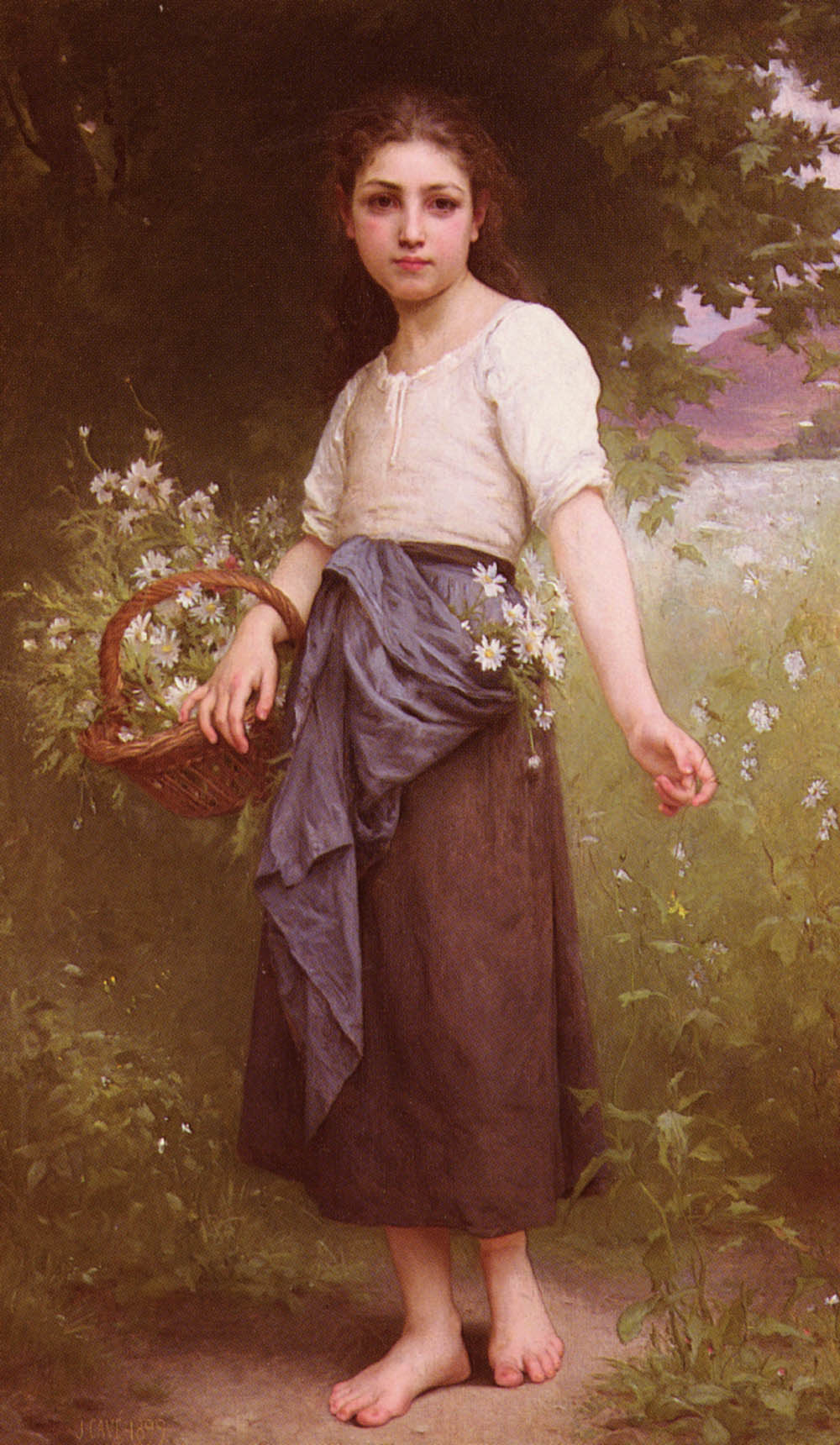
Gänseblümchen pflücken, 1899
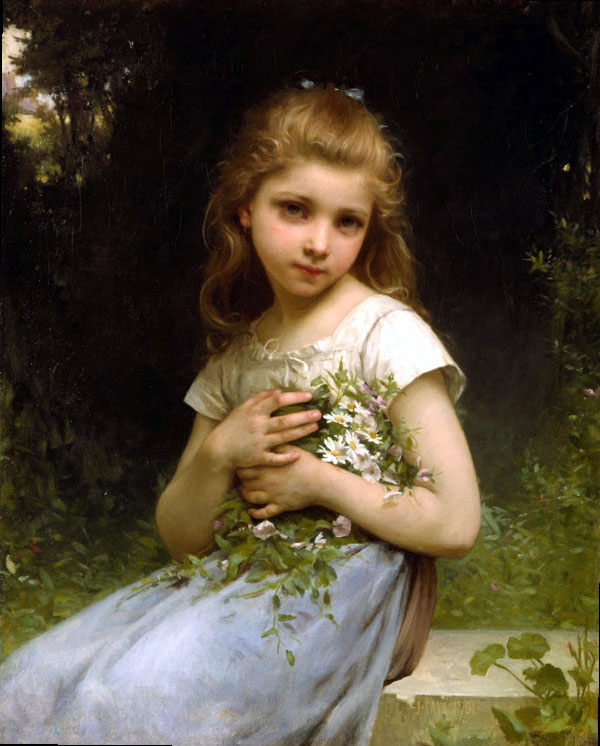
Meine Gänseblümchen, 1901
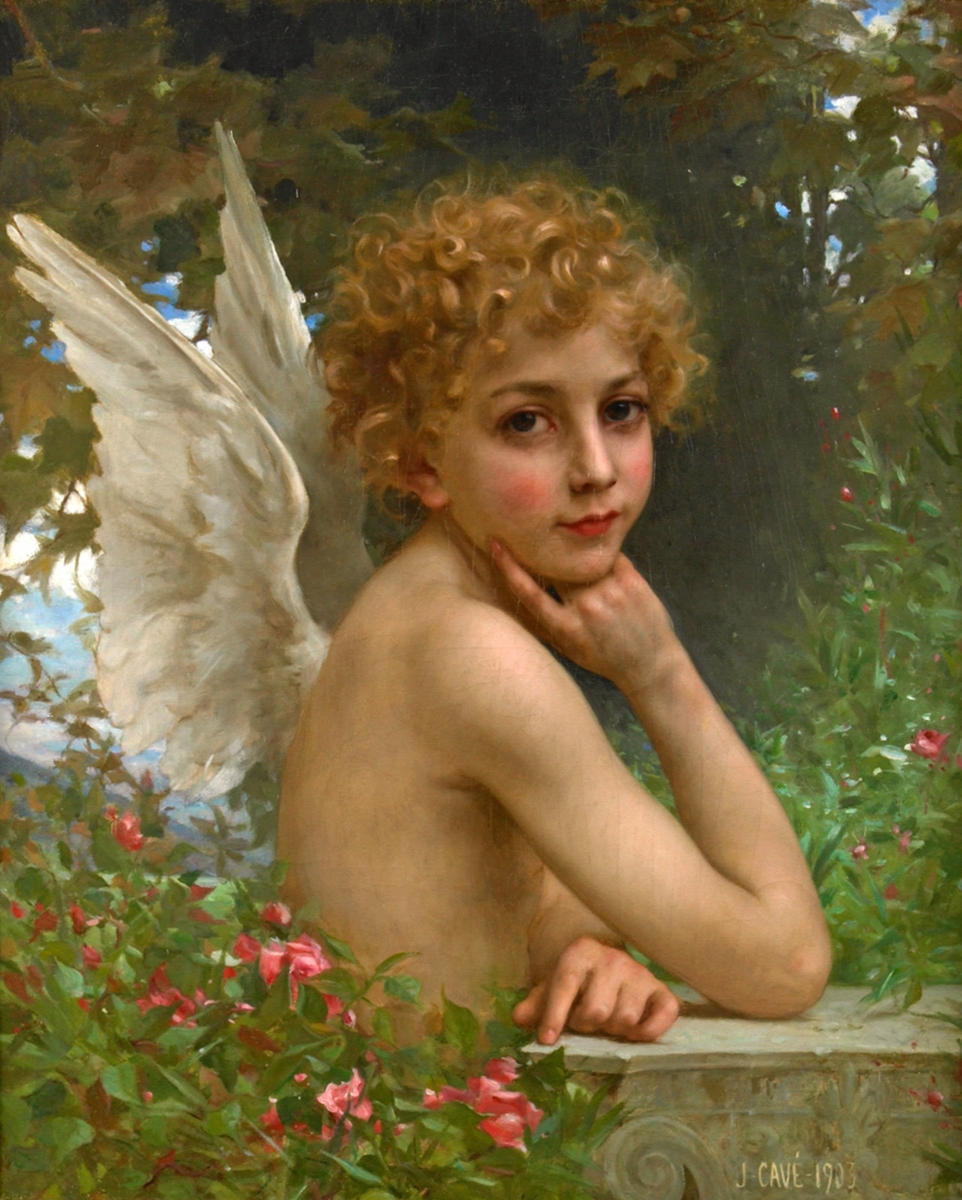
Nachdenklicher Engel, 1903
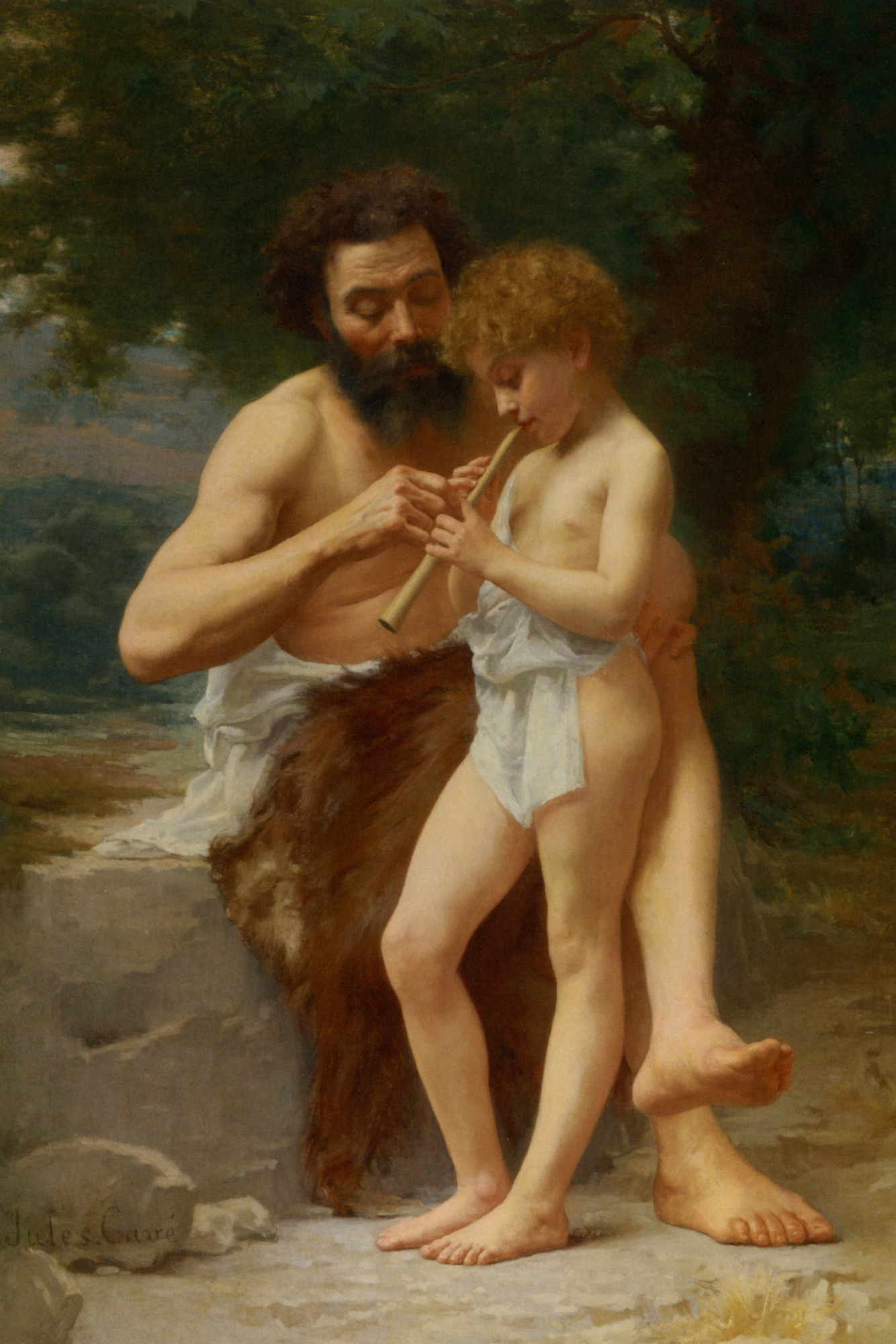
Die Flötenstunde
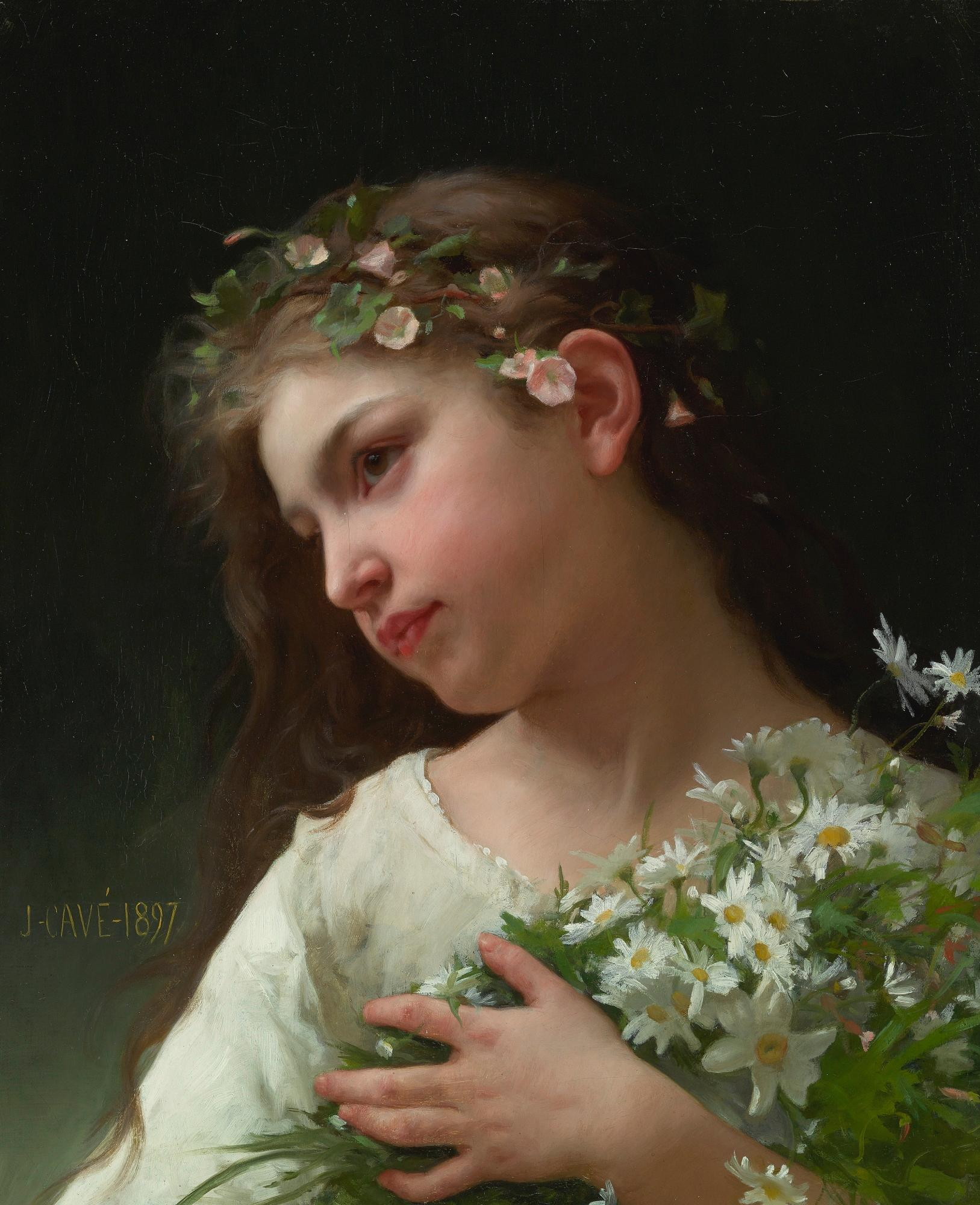
Mädchen mit Blumenbouquet